# Henrik III., kralj Engleske
Henrik III., engleski kralj. (rođen 1207., umro 1272.).
Od 1216. do 1227. u njegovo ime vladali su regenti Vilim Marshal (1216. – 1219.) i Hubert de Burgh (1219. – 1227.).
Bio je sin i nasljednik kralja Ivana bez Zemlje. Vladao je 56 godina, od 1216. do svoje smrti. Suvremenici su ga znali kao Henrika od Winchestera. Bio je prvo dijete na kraljevskom prijestolju u Engleskoj još od vremena kad je kraljevao Ethelred II. Nespremni.  Engleska je napredovala za vrijeme njegove vlasti. Njegov najveći spomenik je Westminster, od kojeg je napravio sjedište svoje vlade. Ondje je proširio opatiju i svetište Edvard III. Ispovjednik.
Godine 1258. parlament je od njega zatražio da prihvati reformu, tzv. Oksfordske provizije (podvrgavanje kralja kontroli vijeća od 15 članova, sazivanje parlamenta tri puta godišnje i dr.). Te reforme nadopunjene su i zamijenjene godinu dana poslije t.zv. Westminsterskim provizijama. Kad je Henrik III. odbio prihvatiti te reforme, velikaši su pod vodstvom Simona de Montforta, grofa od Leicestera digli ustanak i u bitci kod Lewesa zarobili Henrika III. (1264.). Njegov sin Eduard (kasniji engleski kralj Eduard I. Dugonogi) svladao je 1265. ustanak i ponovno vratio oca na vlast.
| Prethodnik:     | Kralj Engleske | Nasljednik:        |
| Ivan bez Zemlje | Kralj Engleske | Eduard I. Dugonogi |